# Magyar életrajzi lexikon
A Magyar életrajzi lexikon a 20. század második felének jelentős magyar tudományos műve.

## Története
Mivel nagyobb – de nem feltétlenül tudományos – magyar életrajzi lexikonok e mű előtt utoljára az 1930-as években készültek (A magyar társadalom lexikonja, Három évtized története életrajzokban. Magyarország monografiája 1900-1932, Magyar nemzeti lexikon, Ezer kortárs. Az 1936-os év lexikona), szükséges gondolatnak számított az 1960-as években a Magyar életrajzi lexikon megírása. A szerkesztési munkálatok vezetésével az Akadémiai Kiadó a budapesti Egyetemi Könyvtár munkatársát Kenyeres Ágnest kérték fel. Az 1967–1969-ben megjelent két kötetes monumentális alkotás körülbelül 2100 kéthasábos nyomtatott oldalon több ezer magyar személy rövid életrajzát és a rájuk vonatkozó szakirodalmat tette közkincsé. Az Előszó szerint:
„A hazai könyvkiadás történetében ez a mű az első olyan általános életrajzi lexikon, amely bemutatja mindazokat, akiknek államalapításunktól kezdve szerepük volt a közélet, a politikai, a gazdasági, a tudományos, a kulturális és a művészeti élet különböző területein, mindazokat, akik elindítói és résztvevői voltak a magyar munkásmozgalomnak, megalapozói a magyar iparnak, kezdeményezői a műszaki fejlődésnek. Szerepelnek a lexikonban többek között királyok, államfők, hadvezérek, politikusok, egyházi személyek, üzletemberek, ipari úttörők, mecénások, forradalmárok, tudósok, művészek, írók, újságírók, artisták, utazók, orvosok, mérnökök, sportolók, még kalandorok és betyárok is.”
Az 1980-as évekre szükségessé vált egy javított kiadás sajtó alá rendezése, ekkor viszont újbóli megjelentetés helyett egy III., kiegészítő kötetet csatoltak az első kettőhöz. Ennek előszavában beszámoltak arról, hogy:
„Az első ízben kiadásra kerülő harmadik kötet legterjedelmesebb része azoknak az életrajzát tartalmazza, akiknek életútja 1967 és 1978. szeptember 30. között zárult le. De többet is nyújt ennél. A harmadik kötet szereplőinek pályája sok esetben visszanyúlik a tizenkilencedik század utolsó negyedéig. A szerkesztés ezért belevette a gyűjteménybe azoknak a kortársaknak az életrajzát is, akiknek működése huszadik századi, tehát ugyanezen nagyobb időszak szereplői voltak, de kimaradtak az első két kötetből, mert még nem állt róluk rendelkezésre elégséges adat. ezáltal a harmadik kötet - közel négyezer címszavával olyan információk tárházát tartalmazza századunk életének szereplőiről, amely egyetlen más kézikönyvben sem található. Akárcsak az előzőeket, ezt a kötetet is sokrétű bibliográfia teszi teljessé és számos illusztráció gazdagítja.”
Az 1994-es kiadáskor egy 4. kiegészítő kötet is került a sorozathoz A–Z (1978–1991) címmel. Ennek adatgyűjtése 1990-ben fejeződött be. A teljes szintézis több mint 4000 oldal terjedelemben körülbelül 20.000 szócikket tartalmaz.
A mű alapos adatanyaga miatt napjainkban is jól használható, különösen a XX. századi személyekkel kapcsolatban. Ingyenes elektronikus formában a Magyar Elektronikus Könyvtár honlapjáról érhető el. Ennek ellenére létezik egy még frissebb áttekintés, ez pedig a 2001 és 2007 között megjelent 6 kötetes Új magyar életrajzi lexikon.

## Kötetbeosztása
| Kötetszám  | Cím                  | Kiadási év | Oldalszám | ISBN               |
| ---------- | -------------------- | ---------- | --------- | ------------------ |
| I. kötet   | A–K                  | 1967       | 1039      | -                  |
| II. kötet  | L–Z                  | 1969       | 1104      | -                  |
| III. kötet | Kiegészítő kötet A–Z | 1981       | 899       | ISBN 963-05-2500-3 |
| IV. kötet  | A–Z (1978–1991)      | 1994       | 993       | ISBN 963-05-6422-X |

## Kapcsoló szócikkek
- Magyar lexikonok listája